# Cultura de Fatianovo-Balanovo
La cultura Fatianovo-Balanovo (en ruso: Фатьяновская культура, romanizado: Fatyanovskaya kul'tura) fue una cultura calcolítica y de principios de la Edad del Bronce dentro del complejo más amplio de la cultura de la cerámica cordada que floreció en los bosques de Rusia desde c. 2900 hasta 2050 a. C.

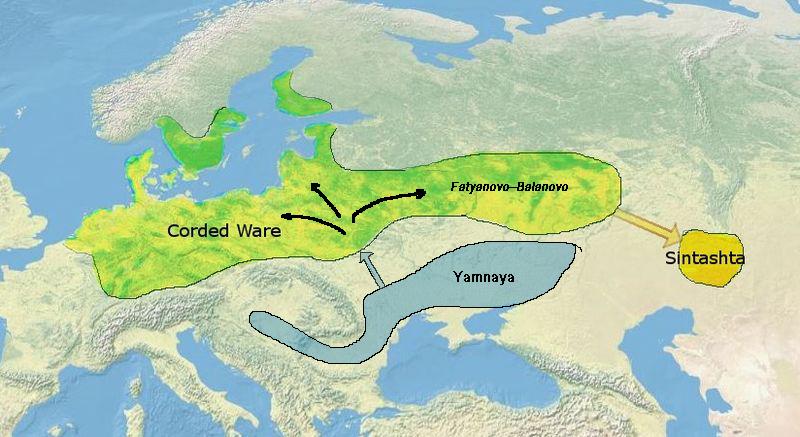
Según Allentoft (2015), la cultura Sintashta probablemente derivó, al menos parcialmente, de la cultura de la cerámica cordada. Nordqvist y Heyd (2020) lo confirman.

La cultura de Fatianovo se desarrolló en el extremo noreste de la cultura del Dniéper Medio hacia el 2900 a. C., probablemente como resultado de una migración masiva de pueblos de la cultura de la cerámica cordada procedentes de Europa Central. Al expandirse hacia el este a expensas de la cultura Volosovo, los pueblos de Fatianovo desarrollaron minas de cobre en los Urales occidentales. A partir del 2300 a. C. establecieron asentamientos dedicados a la metalurgia del bronce, dando lugar a la cultura Balanovo. Aunque pertenece a la parte sureste del horizonte de Fatianovo, la cultura de Balanovo es bastante distinta del resto. La cultura de Balanovo contribuyó a la formación de la cultura de Abashevo, que a su vez contribuyó a la formación de la cultura de Sintashta. 
La cultura Fatianovo-Balanovo finalizó hacia el año 2050 a. C. En general, se supone que sus gentes eran hablantes de indoeuropeo.

## Historia

### Orígenes
La cultura de Fatianovo surgió en el extremo noreste de la cultura del Dniéper Medio entre el 2900 a. C. y el 2.800 a. C., y probablemente derivó de una variante temprana de esta cultura. Se ha descrito como la cultura cronológicamente más tardía y más nororiental del horizonte más amplio de la cultura de la cerámica cordada. Sus orígenes se remontan al oeste y al suroeste.
La cultura Fatianovo ha sido descrita como un "auténtico movimiento popular" procedente de Europa Central en los bosques rusos. A diferencia de otras culturas del horizonte de la cultura de la cerámica cordada, la cultura Fatianovo se encuentra más allá de los límites de la anterior cultura Funnelbeaker. La teoría de que la cultura Fatianovo-Balanovo es intrusiva se basa en el tipo físico de la población (antropología física), el enterramiento flexionado bajo túmulos, la presencia de hachas de batalla y la cerámica.
Algunos han argumentado que esta cultura representa la aculturación de los habitantes de la cultura de la cerámica del peine de esta zona a partir de los contactos con los agricultores de la cultura de la cerámica cordada del oeste. Otros han señalado las similitudes entre las hachas de batalla de piedra de la cultura Fatianovo y las de la cultura de las catacumbas.

### Distribución
La cultura Fatianovo se extiende desde el lago Peipus en el oeste hasta el Volga medio en el este, con su alcance norte en el valle del alto Volga. La cultura Volosovo de los indígenas recolectores del bosque era diferente de la cultura Fatianovo en su cerámica, economía y prácticas mortuorias. Desapareció cuando los habitantes de Fatianovo se adentraron en la cuenca alta y media del Volga.
Al extenderse hacia el este por el Volga, el pueblo Fatianovo descubrió los minerales de cobre de las estribaciones occidentales de los Urales, y comenzó a asentarse a largo plazo en la región del bajo río Kama. Ocuparon la región de los interfluvios Kama-Viatka-Vetluga, donde se explotaban los recursos metálicos (depósitos locales de arenisca de cobre) de la región. Los asentamientos de Fatianovo basados en la metalurgia en esta zona dieron lugar a la cultura de Balanovo alrededor del 2300 a. C. Aunque forma parte del horizonte de Fatianovo, la cultura de Balanovo se distingue bastante de él. Los hallazgos cerámicos indican que Balanovo coexistió con el pueblo Volosovo (yacimientos mixtos Balanovo-Volosovo), y también los desplazó. La cultura de Balanovo se convirtió en el núcleo metalúrgico del horizonte más amplio de Fatianovo.

### Final
El final de la cultura Fatianovo-Balanovo se estima entre el 2050 y el 1900 a. C.
En su periferia sureste, la cultura Balanovo había contribuido a la formación de la cultura Abashevo. Esta cultura desempeñaría un papel importante en la aparición de la cultura Sintashta.

## Características

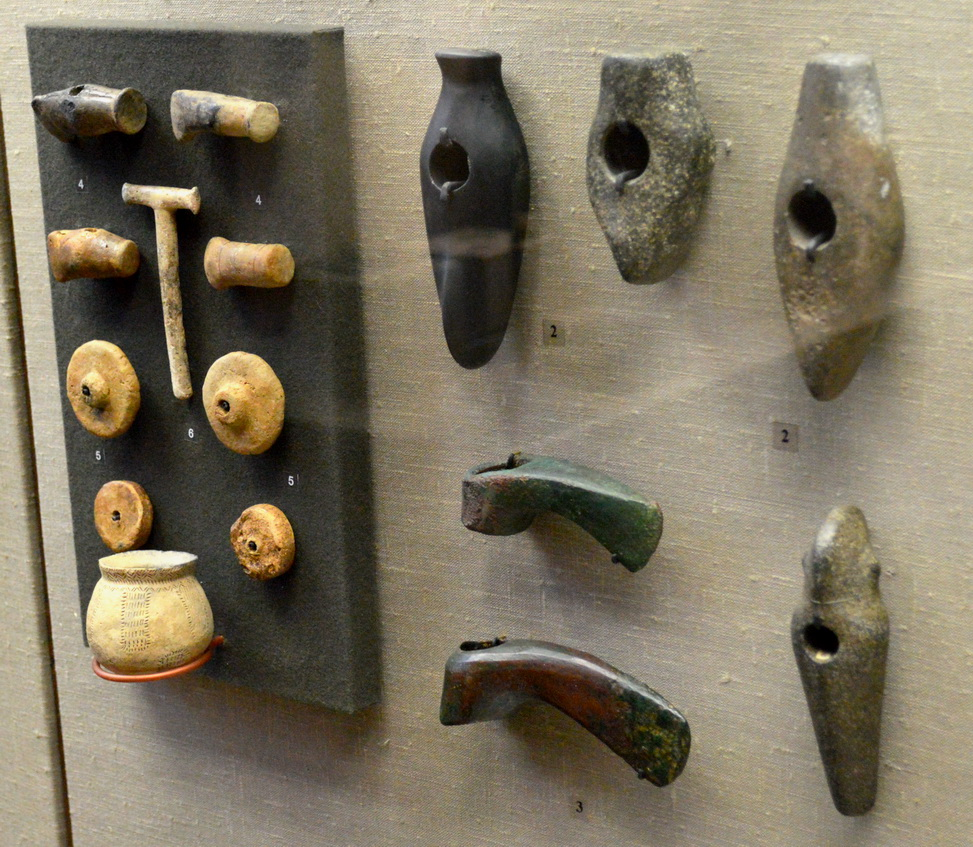
Objetos de Fatyanovo-Balanovo

### Cerámica
La cerámica de Fatianovo presenta rasgos mixtos de loza cordada y ánfora globular. La cerámica posterior de la cultura de Abashevo se asemeja en cierto modo a la cerámica cordada de Fatianovo-Balanovo.

### Asentamientos
Los asentamientos de la cultura de Fatianovo son escasos y presentan indicios de cierto grado de fortificación. Las aldeas solían estar situadas en las altas colinas de las riberas del río, y consistían en varias casas sobre el suelo construidas con troncos de madera con techos de montura, y también unidas por pasadizos.
De la cultura de Balanovo se han encontrado cientos de yacimientos, tanto de asentamientos como de cementerios. En los asentamientos de Balanovo se conocen casas rectangulares semisubterráneas. La ausencia de asentamientos es típica del horizonte la cultura de la cerámica cordada, y es indicativa de la economía móvil de los habitantes de Fatianovo-Balanovo.

### Economía
La economía parece ser bastante móvil, pero luego se nos advierte que se encuentran cerdos domésticos, lo que sugiere algo distinto a una sociedad móvil. Se considera que la cultura Fatianovo introdujo una economía basada en el ganado doméstico (ovejas, vacas, caballos y perros) en la zona forestal de Rusia.
Los Balanovo también utilizaban ganado de tiro y carros de dos ruedas.

### Enterramientos
Como es habitual en las culturas antiguas, nuestro principal conocimiento de la cultura Faianovo-Balanovo proviene de sus inhumaciones. Son evidentes las tumbas de fosa, que podían estar revestidas de madera.
Se han descubierto unos trescientos cementerios de la cultura Fatianovo. Los más grandes contienen más de cien entierros. Algunas tumbas de fosa tienen más de dos metros de profundidad. Por lo demás, los enterramientos se ajustan a las prácticas de la cerámica cordada, con los hombres descansando sobre su lado derecho con la cabeza orientada hacia el suroeste, y las mujeres descansando sobre su lado izquierdo con la cabeza orientada hacia el noreste. El ajuar funerario incluía adornos de dientes de animales, cerámica, hachas de batalla de piedra pulida y, en algunas ocasiones, cabezas de maza de piedra. En los enterramientos de Fatianovo se han encontrado garras de oso y colgantes de dientes de oso. Se han hecho hallazgos similares en la cultura anterior de Sredny Stog, la cultura Yamna y la cultura de las catacumbas. Algunos han interpretado esto como una señal de que el oso tenía una función ritual-simbólica en la cultura Fatianovo-Balanovo.
Los enterramientos de Balanovo (al igual que los de la cultura del Dniéper Medio) eran tanto del tipo plano como del tipo kurgan, con fosas individuales y también colectivas. Los difuntos eran envueltos en pieles de animales o en corteza de abedul y colocados en cámaras funerarias de madera en fosas rectangulares subterráneas. El ajuar funerario dependía del sexo, la edad y la posición social. Las hachas de cobre acompañaban principalmente a las personas de alta posición social, los martillos de piedra a los hombres y las hachas de sílex a los niños y las mujeres. En las tumbas se encuentran con frecuencia amuletos. Los kurganes de Abashevo son diferentes a los cementerios planos de Fatianovo, aunque las tumbas planas eran un componente reconocible del rito funerario de Abashevo.

### Guerra
Numerosos esqueletos de los cementerios de Fatianovo-Balanovo muestran evidencias de lesiones, como huesos rotos y cráneos destrozados. Sin duda eran un pueblo guerrero. Al parecer, en algún momento tuvieron serios conflictos con los pueblos de la cultura Abashevo.

### Metalistería
En la cultura Fatianovo-Balanovo había objetos metálicos locales de procedencia centroeuropea. El hecho de que estos objetos metálicos se produjeran localmente sugiere la presencia de artesanos cualificados. Se han encontrado adornos y herramientas de cobre en los enterramientos de Balanovo (Calcolítico). Los habitantes de Fatianovo-Balanovo explotaban los recursos metálicos de los Urales occidentales.
Las puntas de lanza de la cultura Fatyanovo-Balanovo son similares a las de la cultura posterior Sintashta, aunque las de Sintashta eran más grandes.

## Tipo físico
Los restos físicos de los habitantes de la cultura Fatianovo-Balanovo han revelado que eran caucasoides/europoides con cráneos dolicocéfalos. Tenían una construcción poderosa. Los cráneos de Fatyanovo-Balanovo son muy parecidos a los de las siguientes culturas: Abashevo, Sintashta, Srubnaya y Andronovo. Los cráneos de la cultura Yamna y sus descendientes directos en la estepa del sur son menos dolicocéfalos.

## Lengua
Muchos estudiosos han asociado la cultura de Fatianovo-Balanovo con una etapa pre-balto-eslava (o pre-balto-eslava-germánica) en la historia de las lenguas indoeuropeas. J. P. Mallory vincula la cultura de Fatianovo-Balanovo con las migraciones indoeuropeas. Según David W. Anthony, las migraciones de Fatianovo corresponden a regiones con hidrónimos de un dialecto de la lengua báltica cartografiados por los lingüistas hasta el río Oka y el alto Volga. Así, las migraciones de los Fatianovo-Balanovo podrían haber establecido poblaciones prebálticas en la cuenca del alto Volga. Los preeslavos probablemente se desarrollaron entre los pueblos de la cultura del Dniéper Medio que se quedaron.

## Genética
(Saag et al., 2021) examinaron 24 individuos de la cultura Fatianovo. Eran en su mayoría de ascendencia esteparia con una moderada mezcla de agricultores europeos tempranos (EEF).
Estaban más estrechamente relacionados con las poblaciones del Neolítico tardío y de la Edad del Bronce de Europa Central, Escandinavia y el este del Báltico, y también se agrupaban con los modernos Norte y Europeos del Este. Las 14 muestras masculinas pertenecían a subclados del Haplogrupo Y R1a-M417. Seis de ellas pudieron especificarse además en el haplogrupo R1a2-Z93.
El haplogrupo R1a2-Z93 prevalece hoy en día en Asia Central y Asia Meridional más que en Europa. Las 24 muestras de ADNmt extraídas pertenecían a varios subclados de los haplogrupos maternos U5, U4, U2e, H, T, W, J, K, I y N1a. Tanto el linaje paterno como el materno de los individuos de Fatianovo examinados eran característicos de la cultura de la cerámica cordada.
El 58% de las muestras tenía un tono de piel intermedio y el 80% de las muestras tenía el pelo oscuro y los ojos marrones, y sólo el 4% tenía el pelo rubio y el 21% los ojos azules. La persistencia de la lactasa era sólo del 17% en las muestras de Fatianovo.  Se comprobó que la genética de los habitantes de la cultura Fatianovo era sustancialmente diferente de la cultura precedente de Volosovo, con la que no parecen haberse mezclado. Su mezcla de EEF no se ha detectado en la anterior cultura Yamnai, lo que sugiere que los habitantes de Fatianovo no descendían directamente de los Yamna. Los autores del estudio sugieren que la cultura Fatianovo surgió a través de una rápida migración hacia el noreste desde la cultura del Dniéper Medio de la actual Ucrania y Bielorrusia.

## Otras lecturas
Mallory, J. P.; Adams, Douglas Q. (1997). «Fatyanovo-Balanovo Culture». Encyclopedia of Indo-European Culture. Taylor & Francis. pp. 196-197. ISBN 9781884964985.
- Datos: Q1398184
- Multimedia: Fatyanovo-Balanovo culture / Q1398184